# Josef Stauber
Josef Stauber (* 1950 in Rosenheim) ist ein deutscher Altphilologe und Epigraphiker.

## Leben
Josef Stauber studierte Klassische Philologie, Geschichte und Philosophie an der Ludwig-Maximilians-Universität München und der Universität zu Köln. 1995 wurde er bei Reinhold Merkelbach mit einer Dissertation über die Topographie, Inschriften und Münzen der Bucht von Adramyttion und ihrer Umgebung promoviert. 1989 wurde er Assistent am Leopold-Wenger-Institut für Antike Rechtsgeschichte und Papyrologie der Universität München, von 1996 bis 2005 war er wissenschaftlicher Mitarbeiter der Arbeitsstelle für Papyrologie, Epigraphik und Numismatik am Institut für Klassische Philologie der Universität Köln. Danach war er bis zu seinem Ruhestand als Gymnasiallehrer für Griechisch und Latein in Bayern tätig.

## Veröffentlichungen
- Die Bucht von Adramytteion (= Inschriften griechischer Städte aus Kleinasien. Bd. 50–51). 2 Bände, Habelt, Bonn 1996, ISBN 3-7749-2749-9, ISBN 3-7749-2750-2.
- mit Reinhold Merkelbach: Steinepigramme aus dem griechischen Osten. 5 Bände, K. G. Saur, München/Leipzig 1998–2004, ISBN 3-519-07446-X (Band 1), ISBN 3-598-77447-8 (Band 2), ISBN 3-598-77448-6 (Band 3), ISBN 3-598-73007-1 (Band 4), ISBN 3-598-73008-X (Band 5).
- mit Reinhold Merkelbach: Jenseits des Euphrat. Griechische Inschriften. Ein epigraphisches Lesebuch. K. G. Saur, München/Leipzig 2005, ISBN 3-598-73025-X.
- Repertorium der griechischen und lateinischen Inschriften aus Mysien (= Österreichische Akademie der Wissenschaften, Denkschriften der philosophisch-historischen Klasse. Band 538; = Ergänzungsbände zu den Tituli Asiae Minoris. Band 30). 2 Bände, Verlag der Österreichischen Akademie der Wissenschaften, Wien 2022, ISBN 978-3-7001-8720-2.